# David Haek
David Haek (* 17. August 1854 in Budapest; † unbekannt), eigentlich David Hatschek, war ein österreichisch-ungarischer naturwissenschaftlicher und kulturgeschichtlicher Privatgelehrter, Publizist und Übersetzer jüdischer Herkunft. Er veröffentlichte auch unter den Pseudonymen Hans Helling und Franz Helbing.
Haek wurde nach einem Studium der Naturwissenschaften und der Chemie zunächst Fabrikdirektor. Nach einigen Jahren legte er diese Stellung nieder, um sich ganz der Literatur zu widmen. Nach einem bewegten Wanderleben, das ihn über Wien (1882) nach Leipzig (1889) führte, ließ er sich schließlich in Berlin nieder. Er verfasste humoristische Werke, Lyrik, kultur- und sittengeschichtliche Bücher, gab Zitaten- und Anekdotensammlungen heraus und übersetzte aus dem Englischen, Französischen, Ungarischen und Flämischen, unter anderem Schriften von John Stuart Mill, Charles Darwin, Ernest Renan, Guy de Maupassant, Samuel Smiles, Henry Morton Stanley und Mark Twain.

## Werke

### Als Autor David Haek
- Apophthegmata. Deutscher Citatenschatz, eine Sammlung deutscher Citate, Redensarten, Schlagwörter u.s.w. Hendel, Halle a.d.S.
- Deutsche Sinngedichte. Eine Auswahl deutscher Epigramme und Spruchgedichte von der Reformationszeit bis zur Gegenwart. 2. Auflage. Hendel, Halle a. d, S. 1886.
- Ungarische Lyrik. Von Alex. Kisfaludy bis zur Gegenwart, nebst biographischen Anmerkungen und eine Skizze des magyarischen Schriftentums. Hendel, Halle a. d, S. 1887.
- Wiener Xenien. Wigand, Leipzig 1888.
- Justus van den Vondel. Ein Beitrag zur Geschichte des niederländischen Schriftthums. Verlag-Anst. und Dr. (vorm. J. F. Richter), Hamburg 1890.
- Phantasie- und Lebensbilder. Reclam, Leipzig 1891.
- Spottdrossel-Klänge. Verlag Magazin, Zürich 1891.
- Demokrit der Jüngere. Aus den Papieren eines lachenden Philosophen. Fischer, Leipzig 1893.
- Frau Musika. Hamann, Leipzig 1896.
- Neue Herren-Abende. Fr. Bartholomäus, Erfurt 1896.
- Die Eroberung des Nordpols. Schilderung der Fahrten und Entdeckungsreisen nach dem Polargebiete, mit besonderer Berücksichtigung der Nordpolfahrt Nansens ; für die Jugend dargestellt. Wertheim, Berlin 1897.
- Pfennige. Warnecke, Leipzig 1897.
- Die Kunst, die holländische Sprache durch Selbstunterricht sich anzueignen. Lehrbuch der niederländischen Sprache. 3. Auflage. Hartleben, Wien 1903.
- In den Eiswüsten des Nordens. Erzählung aus dem Polargebiet. Bartholomäus, Erfurt 1903.
- Hamburg-Amerika-Linie und Norddeutscher Lloyd. Ein Beitrag zur Geschichte der deutschen Seeschiffahrt. Verlag für Sprach- und Handelswissenschaft, Berlin 1905.
- Die Krupp-Werke. S. Simon, Berlin 1906.
- Parodien und Travestien. Reclam, Leipzig 1912.
- Deutscher Zitatenschatz. Paalzow & Lehmann, Halle a, S. 1913.
- Die Literaturen fremder Völker. Singer, Berlin a 1920.
- Die Weltliteratur. Illustrierte Geschichte der Literaturen aller Völker und Zeiten. Singer, Berlin 1920.
- Geschichte der deutschen Literatur. Singer, Berlin 1920.
- als Hrsg.: Herren-Abende. Humoristische und komische Vortrags-Dichtungen. Fr. Bartholomäus, Erfurt 1896.
- als Bearb. mit R. Hoffmann u. a.: Das Buch der Abenteuer. Meidinger, Berlin 1913.
- als Bearb.: Friedrich Heinrich Schloessing: Der Kaufmann auf der Höhe der Zeit. 25. Auflage. C. Regenhardt, Berlin 1904.

### Als Übersetzer David Haek
- Élie Berthet: Das Verbrechen zu Pierrefitte. R. Jakobsthal, Berlin 1902.
- Charles Darwin: Die Entstehung der Arten durch natürliche Zuchtwahl oder Die Erhaltung der bevorzugten Rassen im Kampfe ums Dasein. Reclam, Leipzig 1893.
- Charles Darwin: Die Abstammung des Menschen und die Zuchtwahl in geschlechtlicher Beziehung. Reclam, Leipzig 1894.
- Frederick John Fargus: Erinnern … Reclam, Leipzig 1894.
- Konrad Fischer-Sallstein, Hugo Elm: Das Buch der Reisen. Meidinger, Berlin 1913.
- Émile Gaboriau: Das Verbrechen zu Orcival. R. Jacobsthal, Berlin 1900.
- Henry George: Fortschritt und Armut. Eine Untersuchung über die Ursache der Arbeitskrisen und der Zunahme der Armut bei Zunahme des Reichtums ; ein Mittel zur Verbesserung. Reclam, Leipzig 1891.
- Charles Darwin: Charles Darwin und der Darwinismus. H. Schildberger, Berlin 1901.
- George Kennan: Abenteuer in Sibirien. A. Wertheim, Berlin 1897.
- Willem A. van Rees: Indische Skizzen. Nach dem Niederländischen des W. A. van Rees. Reclam, Leipzig 1890.
- George Kennan: Russische Gefängnisse. Schilderungen. Reclam, Leipzig 1892.
- George Kennan: Abenteuer in Sibirien. Erlebnisse bei den Volksstämmen Kamtschatkas und Nordasiens. Globus Verlag, Berlin [ca. 1900].
- George Kennan: Sibirien. Schilderungen. Reclam, Leipzig 1891.
- Rudyard Kipling: Eine seltsame Geschichte und andere indische Erzählungen von Rudyard Kipling. J. Gnadenfeld & Co., Berlin 1899.
- John Stuart Mill: Über Freiheit. Reclam, Leipzig 1896.
- Ernest Renan: Die Apostel. Reclam, Leipzig 1894.
- Mark Twain: Ausgewählte Skizzen. Reclam, Leipzig 1892.

### Als Autor Franz Helbing
- Justus van den Vondel; ein Beitrag zur Geschichte des niederländischen Schriftthums. Verlag-Anst. und Dr. A.-G., Hamburg 1890. Digitalisat
- Phantasie- und Lebensbilder. Reclam, Leipzig 1891.
- Die Tortur. Geschichte der Folter im Kriminalverfahren aller Völker und Zeiten. Gnadenfeld, Berlin 1902.
- Geschichte der weiblichen Untreue. Jacobsthal, Berlin 1908.
- Hinter Klostermauern. Beiträge zur Geschichte der Mönchs- und Nonnenklöster. Jacobsthal, Berlin 1908.
- Das Geschlechtsleben der Menschheit. Walther, Berlin 1910.
- Das Geschlechtsleben der neuesten Zeit. Walther, Berlin 1910.
- Die neuesten Forschungsfahrten. Meidinger, Berlin 1911.
- mit Max Alsberg: Die Tortur. Geschichte der Folter im Kriminalverfahren aller Völker und Zeiten ; 2 Teile in einem Band. 3. Auflage. Langenscheidt, Berlin 1913.
- als Bearb.: Paul Lacroix: Weltgeschichte der Prostitution. Von den Anfängen bis zum Beginn des 20. Jahrhunderts. Eichborn, Frankfurt am Main, ISBN 3-8218-0517-X.
- als Bearb.: Paul Lacroix: Geschichte der Prostitution. Gnadenfeld, Berlin 1902.

### Als Autor Übersetzer Franz Helbing
- George Kennan: Zeltleben in Sibirien und Abenteuer bei den Korjäken und anderen Stämmen Kamtschatkas und Nordasiens. Reclam, Leipzig 1891.
- Henry Morton Stanley: Wie ich Livingstone fand. Reisen, Abenteuer und Entdeckungen in Central-Afrika. Reclam, Leipzig 1900.

### Als Autor Hans Helling
- Der Tafelredner bei allen Festlichkeiten. Eine Sammlung heiterer und ernster Trinksprüche und Tischreden in Poesie und Prosa. Neufeld & Henius, Berlin 1896.
- Taschen-Lexikon des Witzes, Humors und der Komik. Berlin H. Steinitz, Berlin 1896.
- Neuer Anekdotenschatz. Eine Sammlung von ungefähr 600 der besten Anekdoten …. Neufeld & Henius, Berlin 1897.
- Vorträge und Aufführungen für Polterabend und Hochzeit mit heiteren und ernsten Beiträgen. Berlin 1897.
- Buch der Spiele. Gesellschaftsspiele im Zimmer u. im Freien f. Erwachsene u. Kinder. Neufeld & Henius, Berlin 1900.
- Rätselbuch. Neufeld & Henius, Berlin 1900.

### Als Übersetzer Hans Helling
- Guy de de Maupassant: Familie Tellier und andere Erzählungen v. Guy de Maupassant. R. Jacobsthal, Berlin 1893.
- Ernest Renan: Das Leben Jesu. Reclam, Leipzig 1892.
- Old Sleuth: Detektiv Barnes. R. Jacobsthal, Berlin 1899.
- Samuel Smiles: Der Character. Reclam, Leipzig 1892.
- Mark Twain, Edgar Allan Poe: Der junge Detektiv und andere Kriminalgeschichten. R. Jacobsthal, Berlin 1898.